# Louis Tsatoumas
Louis Tsatoumas (griechisch Λούης Τσάτουμας, * 12. Februar 1982 in Messini) ist ein griechischer Weitspringer. Bei einer Körpergröße von 1,87 m beträgt sein Wettkampfgewicht 76 kg. Er hält im Weitsprung den griechischen Rekord im Stadion.

## Leben
Louis Tsatoumas wurde trainiert von George Pomaski und Dimitris Vasilikos. Er trainiert in Athen. Aktiv war er unter anderem bei den Leichtathletikvereinen von Messiniakos und bei Olympiakos Piräus.

## Erfolge
2001 gewann er bei den Griechischen Juniorenmeisterschaften im Weitsprung. Griechische Meisterschaften gewann er in dieser Sportart in den Jahren 2003, 2004, 2005, 2006, 2008 und 2014, die Griechische Hallenmeisterschaft 2004, 2005, 2006, 2007, 2008 und 2011.
Seine persönliche Bestleistung, die er am 2. Juni 2007 bei 1,6 m/s Rückenwind in Kalamata aufstellte, liegt bei 8,66 m. Dies war weltweit die beste Weite, seit der Kubaner Iván Pedroso bei den Leichtathletik-Weltmeisterschaften 1995 im Ullevi-Stadion in Göteborg 8,70 m weit gesprungen war. Er brach damit auch den griechischen Rekord, der seit 1994 mit 8,36 m von Konstandinos Koukodimos gehalten worden war. Sein Sprung war zu diesem Zeitpunkt der achtweiteste weltweit und zweitweiteste europaweit. Seine persönliche Hallenbestleistung steht bei 8,21 m, aufgestellt bei den Griechischen Hallenmeisterschaften am 20. Februar 2011 in Peania, Region Attika. Dies war gleichzeitig griechischer Rekord im Hallenweitsprung.
Tsatoumas war bereits als Nachwuchsleichtathlet sehr erfolgreich. International machte er zum ersten Mal bei den 1. Jugendweltmeisterschaften der IAAF im Juli 1999 in Bydgoszcz auf sich aufmerksam, bei der er in der Weitsprungkonkurrenz auf dem vierten Platz landete. 2001 wurde er in Grosseto Junioreneuropameister, zwei Jahre später in Bydgoszcz U23-Europameister mit 8,24 m. Im selben Jahr gewann er den SPAR European Cup im Juni in Florenz mit 8,06 m. Bei seinen ersten Weltmeisterschaften im August 2003 im Stade de France in Saint-Denis (Seine-Saint-Denis) wurde er mit 7,72 m Zwölfter und bei seiner ersten Olympiateilnahme im August 2004 in Athen im Olympiastadion scheiterte er mit 7,81 m in der Qualifikation. Bei den Hallenweltmeisterschaften 2006 im Sportkomplex Olimpijski in Moskau wurde er Vierter. Beim 4. Leichtathletik-Weltfinale im September 2006 im Gottlieb-Daimler-Stadion in Stuttgart wurde er mit 8,29 m hinter Irving Saladino und dem Saudi Mohamed Salman al-Khuwalidi Dritter. Bei den Leichtathletik-Halleneuropameisterschaften in Birmingham im März 2007 erhielt er mit 8,02 m hinter Andrew Howe eine Silbermedaille. Bei den Olympischen Sommerspielen 2008 im Nationalstadion Peking im August 2008 gewann er zwar mit seinem ersten Sprung von 8,27 m die Qualifikation, ihm gelang im Finale jedoch kein einziger gültiger Versuch. Eine Bronzemedaille erhielt er bei den Mittelmeerspielen 2009 in Pescara mit 8,20 m. Bei den Mittelmeerspielen 2013 in Mersin gewann er mit 8,14 m eine Goldmedaille. Bei den Europameisterschaften 2014 in Zürich gewann er mit 8,15 m die Silbermedaille.